# Jacques Lazare Savettier de Candras
Jacques Lazare Savettier de Candras, né le 24 août 1768 à Époisses (Côte-d'Or), mort le 28 novembre 1812 à la Bataille de la Bérézina (Russie), est un général de brigade français du Premier Empire.

## Famille
Jean Savettier-Candras, bourgeois à Époisses, épousa en 1736 Anna Angély, dont :
- Charles Savettier de Candras (1739-1817), docteur en médecine, médecin à Époisses, marié avec Marie-Jeanne Culot (1738-1814), dont [1] :
  - Jacques Lazare Savettier de Candras (1768-1812), général de brigade le 13 avril 1804 ; connu sous l'appellation de "baron de Candras"[2]. Par lettres patentes du 27 novembre 1808, il fut créé baron de l'Empire sous la dénomination de baron de la Tour de Pré, avec constitution d'un majorat attaché à ce titre[1],[3],[4]. Marié en 1810 à Jeanne-Charlotte Rousseau de Vermot, il n'eut qu'une fille :
    - Louise Charlotte Cordélia Savettier de Candras (1811-1847), mariée en 1838 au baron Léonce de Bonnefoy[5]. Elle fut investie, par décret du 1er juillet 1813 de l'empereur Napoléon Ier, de la dotation de 10.000 francs qui constituait le majorat accordé à son père en 1808[1].

## États de service
Il entre en service comme volontaire dans le 7e bataillon de volontaires de Paris le 3 septembre 1792, et fait sous les ordres du général Dumouriez la campagne de 1792 à l’armée du Nord. Sous-lieutenant le 9 mai 1793 à l’état-major général, il est nommé le 27 mai chef du 2e bataillon des côtes maritimes. En 1793 et 1794, il fait la guerre avec l’armée des Pyrénées occidentales contre les Espagnols. Passé à l’armée d'Italie, il y sert pendant les campagnes des ans V et VI. Le 21 brumaire an V (11 novembre 1796), il est blessé à la cuisse droite au combat de Caldiero.
Il est envoyé à l’armée d'Angleterre pendant les ans VI et VII, puis à l’armée de Hollande et du Rhin pendant les ans VIII et IX. Il est nommé chef de brigade le 10 mars 1800 à la 4e demi-brigade d’infanterie de ligne et il devient membre de la Légion d’honneur le 10 décembre 1803. 
Il est promu général de brigade le 13 avril 1804, et commandeur de la Légion d’honneur le 14 juin 1804. Il est employé au camp de Saint-Omer en l’an XII et en l’an XIII, et il est appelé au commandement de la 3e brigade du 4e corps de la Grande Armée pendant les campagnes de l’an XIV, et il prend part à la bataille d'Austerlitz le 2 décembre 1805. Passé à la 1re brigade le 13 mars 1806, il contribue à la victoire lors de la bataille d'Iéna et à celle d’Eylau. Il se distingue au combat d'Heilsberg le 10 juin 1807 et à Königsberg le 14 du même mois. 
Il est créé baron de l’Empire le 27 novembre 1808 et il prend le commandement de la Poméranie suédoise. Lors de l’insurrection de Schill en 1809, il sut avec fermeté et sagesse maintenir dans le devoir les troupes alliées qui sont sous ses ordres. Au mois de mars 1810, il remet au comte d’Essen, la Poméranie suédoise dont il a eu le gouvernement pendant deux ans. 
Rentré en France, il rejoint le 15 janvier 1812 le 2e corps de la Grande Armée avec lequel il fait la campagne de Russie. Le 18 août il commande les Suisses à la bataille de Polotsk, où il a 3 chevaux tués sous lui et les prodiges dont font preuve ses troupes lui méritent les éloges les plus flatteuses du général en chef Gouvion Saint-Cyr.
Le 28 novembre 1812 au passage de la Bérézina, il est atteint d’un coup de feu, alors qu’il défend avec 1 500 hommes seulement, une position stratégique face à plus de 10 000 soldats russes. L’empereur en témoignage de sa reconnaissance envers sa famille, investit sa fille du majorat conféré précédemment à son père. Cet exemple ne s’est renouvelé qu’une fois à la mort du maréchal du palais Duroc, duc de Frioul, dont le titre et le majorat furent transmis à sa fille.

## Hommage
- Une rue de Dijon porte son nom.

## Sources
- Notice d'Eugène Barbier, curé d'Epoisses, "Le général Savettier de Candras" in  Bulletin de la Société des sciences historiques et naturelles de Semur-en-Auxois, 1906, pages 263 à 300, lire en ligne
- A. Lievyns, Jean Maurice Verdot, Pierre Bégat, Fastes de la Légion-d'honneur, biographie de tous les décorés accompagnée de l'histoire législative et réglementaire de l'ordre, Bureau de l'administration, janvier 1844, 529 p. (lire en ligne), p. 53.
- Le Bien public, Dijon : Savettier de Candras, mort au combat, 5 mars 2014.
- « Cote LH/418/10 », base Léonore, ministère français de la Culture
- http://www.napoleon-series.org/research/frenchgenerals/c_frenchgenerals7.html